# ورینا (آگوستا)
ورینا (به انگلیسی: Verina) همسر امپراتورلئون یکم (بیزانس) از امپراتوری بیزانس بود. او خواهر باسیلیسکوس بود.